# Lyman Abbott

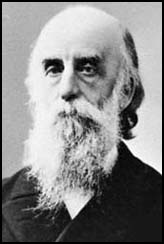
Lyman Abbott

Lyman Abbott (* 18. Dezember 1835 in Roxbury, Massachusetts; † 22. Oktober 1922 in New York City, New York) war ein amerikanischer Religionsphilosoph.

## Leben
Lyman Abbott wurde am 18. Dezember 1835 als Sohn des wohlhabenden Autors und Historikers Jacob Abbott in Roxbury, Massachusetts, geboren.
Mit 15 Jahren ging er zum Studium nach New York. 1853 beendete Abbott sein Jura-Studium an der New York University und erhielt 1856 die Zulassung am Gericht. Er arbeitete in der Anwaltskanzlei seiner älteren Brüder Abbott & Abbott und heiratete am 14. Oktober 1857 Abby Frances Hamlin, die Tochter Hannibal Hamlins. Abbott wechselte jedoch schon kurze Zeit später zum Theologie-Studium, das er 1860 beendete. Am 20. März 1960 wurde er in Farmington als Evangelist ordiniert. Nach dem Studium wurde er ordentliches Mitglied an der Gemeindekirche seines Onkels John Stevens Cabot Abbott. 1860 übernahm Abbott seine erste Pastorenstelle an der Gemeindekirche in Terre Haute (Indiana). 1865 verließ er die Gemeinde und ging nach New York. Hier arbeitete er an einer Kirche in Brooklyn der New England Congregational Church. Von 1865 bis 1868 war Abbott Sekretär der „American Union Commission“ (später umbenannt in „American Freedmen's Bureau“), einer Hilfsorganisation, die sich um Flüchtlinge aus den Südstaaten kümmerte. In diese Zeit fiel die Gründung der Hampton University, an der er beteiligt war.
1869 legte Abbott sein Amt nieder und widmete sich der journalistischen Arbeit. Er schrieb für die Zeitschrift Harper’s Magazine, war Chefredakteur von The Illustrated Christian Weekly und arbeitete gemeinsam mit Henry Ward Beecher von 1876 bis 1881 für die wöchentlich erscheinende Zeitschrift „The Christian Union“, die 1893 in „Outlook“ umbenannt wurde. Nach dem Rückzug von Beecher 1881 wurde Abbott bis zu seinem Tod (1922) leitender Herausgeber.
1876 wurde ihm der Doctor of Divinity (D.D.) von der New York University verliehen. Diesen Titel erhielt er auch 1890 von der Harvard University und 1903 von der Yale University, 1909 den Doctor of Human Letters (L. H. D.) von der Miami University sowie den Legum Doctor (LL. D.) 1900 von der Western Reserve University und 1908 vom Amherst College.
Abbott folgte 1888 Beecher als Pastor der Plymouth Church of the Pilgrims nach Brooklyn, wo er für die nächsten 10 Jahre durch seine ruhigen Predigten (durchaus im Gegensatz zu den bunten Predigten Beechers) und Sonntag-Abendvorträgen zu aktuellen Themen die Gemeinde überzeugte. Er lernte Theodore Roosevelt kennen und unterstützte ihn bei dessen Präsidentschaftswahlkampf.
Am 17. Mai 1922 wurde Abbott vom französischen Konsul in New York Gaston Ernest Liébert (1866–1929) zum Ritter der Ehrenlegion ernannt.
Lyman Abbott und seine Frau hatten sechs Kinder: der Schriftsteller Lawrence Fraser Abbott (1859–1933), Ernest Hamlin Abbott (1870–1931), Chefredakteur bei The Outlook, Herbert Vaughan Abbott (1865–1929), der Ehemann Senda Berenson Abbotts, der in New York praktizierende Arzt Theodore Jacob Abbott (1872–1951), Harriet F. Jordan und Beatrice V. Abbott, die bis zu seinem Tod bei ihrem Vater lebte.

## Werke (Auswahl)
- Jesus of Nazareth: His life and teachings; founded on the four Gospels, and illustrated by reference to the manners, customs, religious beliefs, and political institutions of His times. Publiziert 1869 bei Harper in New York OCLC 1192769 (englisch)
- The New Testament, with notes and comments. Publiziert 1873 in New York bei A.S. Barnes & Co. OCLC 38504752 (englisch)
- Henry Ward Beecher. A sketch of his career: with analyses of his power as a preacher, lecturer, orator and journalist, and incidents and reminiscences of his life. Publiziert 1882 in New York bei Funk & Wagnalls. OCLC 294507 (englisch)